# Fabrizio Selvi
Fabrizio Selvi (Sorano, 18 gennaio 1752 – Siena, 11 dicembre 1843) è stato un vescovo cattolico italiano.

## Biografia
Nato a Sorano, nella diocesi di Sovana, il 18 gennaio 1752, fu ordinato sacerdote nel 1776. Il 17 giugno 1793 venne nominato vescovo di Grosseto da papa Pio VI e fu consacrato il 23 giugno dal cardinale Andrea Corsini e gli arcivescovi Antonio Felice Zondadari e Giovanni Francesco Guidi di Bagno-Talenti.
Selvi resse la diocesi grossetana per quarantadue anni. Il 20 novembre 1803 permutò l'edificio del vecchio episcopio, il palazzetto Gigli presso la cattedrale, con quello dell'attuale palazzo vescovile, già proprietà dei conti Ariosti. Il 21 luglio 1819 cedette al comune di Grosseto le terme di Roselle, proprietà della mensa vescovile.
Il vescovo è ricordato per i suoi rapporti filo-francesi durante l'occupazione napoleonica. Soggiornò più volte a Parigi ed entrò a fare parte di un gruppo di ecclesiastici napoleonici chiamati "i rossi": nel 1814 fu insignito dell'Ordre impérial de la Réunion. Presso il museo d'arte sacra della diocesi di Grosseto è conservato un calice, realizzato dall'orafo Jean Baptiste Famechon a Parigi tra il 1811 e il 1813, appartenuto al Selvi e a lui donato da Napoleone Bonaparte, come egli stesso riferiva. L'ecclesiastico donò il calice insieme ad una patena sempre parigina alla cattedrale di Grosseto nel 1817, come si legge nell'iscrizione sotto il piede del calice.
Si dimise dalla carica vescovile il 9 giugno 1835, lasciando la sede vacante per due anni, finché non venne nominato il suo successore, Giovanni Domenico Mensini. Trascorse gli ultimi anni, gravemente malato, a Siena, dove morì l'11 dicembre 1843 e fu tumulato nella chiesa di San Donato. Nel testamento lasciava 7 000 scudi complessivi per il rifacimento della facciata del duomo di Grosseto, per il mantenimento di un sordomuto di cittadinanza grossetana a Siena e per l'istruzione di tre chierici grossetani presso il seminario vescovile senese.

## Genealogia episcopale
La genealogia episcopale è:
- Cardinale Scipione Rebiba
- Cardinale Giulio Antonio Santori
- Cardinale Girolamo Bernerio, O.P.
- Arcivescovo Galeazzo Sanvitale
- Cardinale Ludovico Ludovisi
- Cardinale Luigi Caetani
- Cardinale Ulderico Carpegna
- Cardinale Paluzzo Paluzzi Altieri degli Albertoni
- Papa Benedetto XIII
- Papa Benedetto XIV
- Papa Clemente XIII
- Cardinale Enrico Benedetto Stuart
- Cardinale Andrea Corsini
- Vescovo Fabrizio Selvi